# Припиченский Димитриевский монастырь
Припиченский Димитриевский монастырь (рум. Mănăstirea Pripiceni-Curchi) — женский монастырь Кишинёвской епархии Русской православной церкви в селе Припичены-Курки Резинского района Молдавии.

## История
В 1808 году отставной русский офицер Теодор Сабэу вместе со своей супругой приобрёл у боярина Думитраке Клементе участок земли на территории села Припичены и подарил его Курковскому монастырю. В 1817 году курковские монахи основали на этой земле мужской скит. Таким образом, село Припичены разделилось на Припичены-Резеши и Припичены-Курки. Впоследствии Теодор Сабэу принял монашестве в Курковском монастыре с именем Филарет, а его жена — в Таборском ските с именем Магнисия.
В 1870—1873 годах построена церковь в честь Успения Пресвятой Богородицы, а в 1903 году — каменный собор во имя великомученика Димитрия Солунского. В 1918 году, после ряда конфликтов с Курковским монастырём, Припиченский скит стал самостоятельным монастырём. В 1923 году в обители проживали наместник иеромонах Петр (Сачинский) и 36 насельников, в 1939 году — протосинкелл Евфросиний (Трофим) и 40 насельников.
В 1940 году советские власти отобрали у монастыря 80 гектаров пахотных земель, 25 гектаров леса и мельницу, но в 1941 году всё это возвращено румынами. В 1942 году построена зимняя церковь во имя Святой Троицы. В 1959 году монастырь закрыт властями, а его строения переданы колхозу «Заря». В 1961 году в монастырских зданиях открыли туберкулёзную больницу. В церкви устроили столовую.
В 1993 году монастырский комплекс возвратили церкви. В 1997 году обитель возрождена как женский скит при Гинкульском монастыре. В 1998 году стала самостоятельной. Открыта решением Священного синода РПЦ от 3 апреля 2001 года, а его настоятельницей утверждена монахиня Серафима (Кетрарь). 2 ноября 2002 года она освобождена от должности настоятельницы по состоянию здоровья. В 2007 году в монастыре проживало 8 монахинь и 10 послушниц.